# Lisi Natoli
Lisi Natoli, pseudonimo di Luigi Ferlazzo Natoli (Patti, 1941 – Roma, 12 settembre 2004), è stato uno scrittore e drammaturgo italiano.

## Biografia
Dopo le prime esperienze giovanili in Sicilia, nella sua città natale, si trasferì a Roma dove fondò "Spazio Zero", nel quartiere Testaccio.  Il teatro di Natoli divenne un punto di riferimento per i nuovi linguaggi drammaturgici degli anni settanta e ottanta del XX secolo. Natoli ospitò e collaborò con alcune delle figure più significative del teatro off, fra gli altri: Sandro Lombardi, Federico Tiezzi, Giorgio Barberio Corsetti, Peter Brook e Peter Stein. Lisi Natoli fu soprattutto regista e drammaturgo; fra le sue opere più conosciute nei circuiti teatrali, "Canto d'Amore e di morte dell'alfiere" e "A. Sergej Eisenin".